# Javier Pastore
Javier Matías Pastore (phát âm tiếng Tây Ban Nha: [xaˈβjeɾ maˈti.as pasˈtoɾe]; sinh ngày 20 tháng 6 năm 1989) là một cầu thủ bóng đá chuyên nghiệp người Argentina hiện đang thi đấu ở vị trí tiền vệ tấn công cho câu lạc bộ Qatar Stars League Qatar SC.
Sự nghiệp thi đấu của anh bắt đầu tại câu lạc bộ địa phương nơi anh sinh ra là Talleres de Córdoba trước khi chuyển đến thủ đô Buenos Aires để khoác áo Club Atlético Huracán. Năm 2009, với phí chuyển nhượng là 4,7 triệu Euro, anh chuyển đến thi đấu cho câu lạc bộ Palermo của Ý. Hai mùa bóng thi đấu ấn tượng đã thuyết phục được ban lãnh đạo của Paris Saint-Germain đã quyết đưa anh về sân Công viên các Hoàng tử vào năm 2011 với phí 39,8 triệu Euro, một con số kỷ lục của bóng đá Pháp thời điểm đó. Tại đây, anh đã giành nhiều danh hiệu quốc nội với câu lạc bộ bao gồm 5 chức vô địch Ligue 1. Mùa hè năm 2018, anh gia nhập Roma với phí chuyển nhượng 24,7 triệu Euro.
Ở cấp độ đội tuyển quốc gia, anh có trận ra mắt vào năm 2010 và đã cùng với đội tuyển Argentina tham dự FIFA World Cup 2010 và ba lần dự các phiên bản của Copa América, trong đó có hai lần vào tới chung kết 2015 và 2016.

## Cuộc sống ban đầu
Anh sinh ra tại Córdoba, Argentina trong một gia đình người Argentina gốc Ý tới từ Volvera, Torino. Anh bắt đầu sự nghiệp tại đội trẻ của Talleres, sau đó nhanh chóng được đôn lên đội một. Năm 2007, anh cùng với câu lạc bộ tham gia Giải hạng hai Argentina dưới sự dẫn dắt của huấn luyện viên Ricardo Gareca.

## Danh hiệu

### Câu lạc bộ
Paris Saint-Germain
- Ligue 1 (5): 2012–13, 2013–14, 2014–15, 2015–16, 2017–18
- Siêu cúp bóng đá Pháp (4): 2013, 2014, 2016, 2017
- Cúp Liên đoàn bóng đá Pháp (5): 2013–14, 2014–15, 2015–16, 2016–17, 2017–18
- Cúp bóng đá Pháp (2): 2016–17, 2017–18

### Cá nhân
- Cầu thủ trẻ Serie A xuất sắc nhất năm (1): 2010[4]
- Đội hình tiêu biểu năm của Ligue 1: 2014–15[5]